# 特雷埃
特雷埃（法語：Tréhet，法語發音：[tʁe.ɛ]）是法国卢瓦-谢尔省的一个旧市镇，属于旺多姆区。2019年，特雷埃与市镇卢瓦河畔库蒂尔合并为新市镇瓦莱德龙萨。

## 地理
特雷埃（47°44'3"N, 0°37'18"E）面积5.65 平方千米，位于法国中央-卢瓦尔河谷大区卢瓦-谢尔省，该省份为法国中北部省份，北起厄尔-卢瓦省，东北接卢瓦雷省，东南接谢尔省，南至安德尔省，西南接安德尔-卢瓦尔省，西北接萨尔特省。
与特雷埃接壤的市镇（或旧市镇、城区）包括：卢瓦河畔库蒂尔、维勒迪约堡、卢瓦河畔拉沙尔特、卢瓦河畔蓬塞、卢瓦河畔吕耶。
特雷埃的时区为UTC+01:00、UTC+02:00（夏令时）。

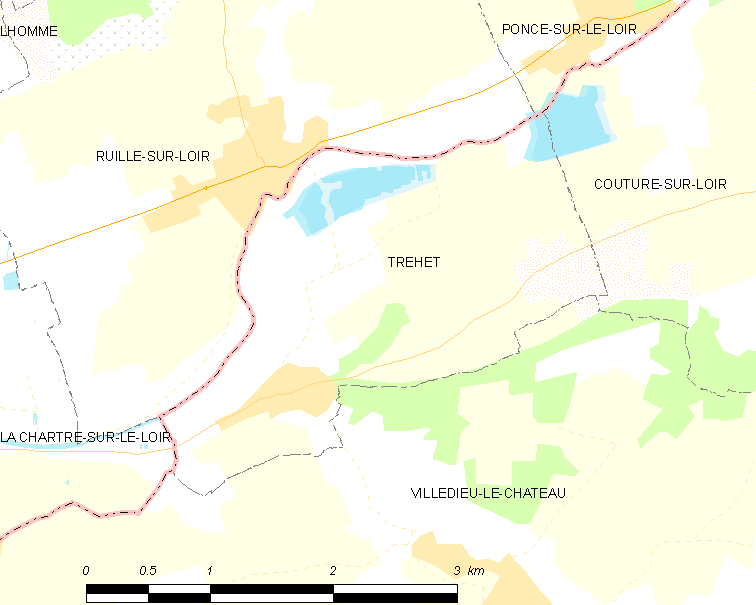
特雷埃的OSM定位图

## 行政
特雷埃的邮政编码为41800，INSEE市镇编码为41263。

## 政治
特雷埃所属的省级选区为卢瓦河畔蒙图瓦尔县。

## 人口

1962-2008年间特雷埃人口变化图示

特雷埃于2018年1月1日时的人口数量为109人。